# Argentinië op de Olympische Winterspelen 1952
Tijdens de Olympische Winterspelen van 1952 die in Oslo werden gehouden nam Argentinië deel met 12 sporters. Er werden geen medailles veroverd, de achtste plaats van de viermansbob was de hoogste prestatie van Argentijnse atleten tijdens deze Winterspelen.

## Prestaties van alle deelnemers

### Alpineskiën
Afdaling mannen
| naam                  | prestatie | tijd   | verschill met de winnaar |
| --------------------- | --------- | ------ | ------------------------ |
| Luis de Ridder (2)    | 46e       | 3.01,8 | 31,0                     |
| Pablo Rosenkjer (2)   | 47e       | 3.02,9 | 32,1                     |
| Otto Jung (2)         | 62e       | 3.34,9 | 1.04,1                   |
| Gino de Pellegrin (2) | 70e       | 4.02,9 | 1.32,1                   |
| Artisteo Benavidez    | DSQ       | -      |                          |
| Carlos Eiras          | DSQ       | -      |                          |

Reuzenslalom mannen
| naam                  | prestatie | tijd   | verschill met de winnaar |
| --------------------- | --------- | ------ | ------------------------ |
| Pablo Rosenkjer (2)   | 49e       | 2.55,9 | 30,9                     |
| Luis de Ridder (2)    | 56e       | 3.00,9 | 35,9                     |
| Otto Jung (2)         | 61e       | 3.03,7 | 38,7                     |
| Gino de Pellegrin (2) | 66e       | 3.09,5 | 44,5                     |

Slalom mannen
| naam                | prestatie | 1e run | 2e run | totaal | verschill met de winnaar |
| ------------------- | --------- | ------ | ------ | ------ | ------------------------ |
| Francisco de Ridder | 55e       | 1.16,0 | NS     | -      |                          |
| Luis de Ridder (2)  | 64e       | 1.21,0 | NS     | -      |                          |
| Otto Jung (2)       | 67e       | 1.21,7 | NS     | -      |                          |
| Pablo Rosenkjer (2) | 70e       | 1.23,3 | NS     | -      |                          |

NS = Niet gestart wegens eliminatie na de 1e run. De beste 33 gingen door na de 2e run, daarvoor was een tijd van 1.07,0 voldoende.
Afdaling vrouwen
| naam             | prestatie | tijd   | verschill met de winnaar |
| ---------------- | --------- | ------ | ------------------------ |
| Ana Maria Dellai | 28e       | 2.00,3 | 13,2                     |

Reuzenslalom vrouwen
| naam             | prestatie | tijd   | verschill met de winnaar |
| ---------------- | --------- | ------ | ------------------------ |
| Ana Maria Dellai | 31e       | 2.29,7 | 22,9                     |

Slalom vrouwen
| naam             | prestatie | 1e run | 2e run | totaal | verschill met de winnaar |
| ---------------- | --------- | ------ | ------ | ------ | ------------------------ |
| Ana Maria Dellai | 29e       | 1.14,3 | 1.15,4 | 2.29,7 | 19,1                     |

### Bobsleeën
Viermansbob
| naam                                                        | prestatie | run 1   | run 2   | run 3   | run 4   | totaal  | verschil met winnaar |
| ----------------------------------------------------------- | --------- | ------- | ------- | ------- | ------- | ------- | -------------------- |
| Carlos Tomasi Roberto Bordeu Carlos Sareisian Hector Tomasi | 8e        | 1.20,15 | 1.19,81 | 1.19,35 | 1.19,54 | 5.18,85 | 11,01                |

Argentinië · Australië · België · Bulgarije · Canada · Chili · Denemarken · Duitsland · Finland · Frankrijk · Griekenland · Groot-Brittannië · Hongarije · IJsland · Italië · Japan · Joegoslavië · Libanon · Nederland · Nieuw-Zeeland · Noorwegen · Oostenrijk · Polen · Portugal · Roemenië · Spanje · Tsjecho-Slowakije · Verenigde Staten · Zweden · Zwitserland